# Велень (Селаж)
Велень, Велені (рум. Văleni) — село у повіті Селаж в Румунії. Входить до складу комуни Крістолц.
Село розташоване на відстані 372 км на північний захід від Бухареста, 30 км на схід від Залеу, 51 км на північ від Клуж-Напоки.

## Населення
За даними перепису населення 2002 року у селі проживали 475 осіб, усі — румуни. Усі жителі села рідною мовою назвали румунську.